# Wiktorija Wychrist
Wiktorija Wychrist (ukr. Вікторія Вихріст; ros. Виктория Выхрист; ur. 3 sierpnia 1977 w Kirowohradzie) – ukraińska wioślarka.

## Osiągnięcia
- Mistrzostwa Świata – Lucerna 2001 – czwórka bez sternika – 10. miejsce[1].
- Mistrzostwa Świata – Mediolan 2003 – ósemka – 8. miejsce[1].
- Mistrzostwa Świata – Eton 2006 – ósemka – 12. miejsce[1].
- Mistrzostwa Świata – Poznań 2009 – dwójka bez sternika – 13. miejsce[1].
- Mistrzostwa Europy – Brześć 2009 – dwójka bez sternika – 4. miejsce[1].